# Августа Ангальт-Дессауська
Амалія Августа Ангальт-Дессауська (нім. Amalie Auguste von Anhalt-Dessau; 18 серпня 1793 — 12 червня 1854) — принцеса Ангальт-Дессауська, донька спадкоємного принца Ангальт-Дессау Фрідріха та принцеси Гессен-Гомбурзької Амалії, дружина князя Шварцбург-Рудольштадта Фрідріха Гюнтера.

## Біографія
Авґуста народилася 18 серпня 1793 року в Дессау первісткою в родині спадкоємного принца Ангальт-Дессау Фрідріха та його дружини Амалії Гессен-Гомбурзької, з'явившись на світ наступного року після їхнього весілля. Мала молодших братів Леопольда, Георга, Пауля, Фрідріха, Вільгельма та сестру Луїзу. Правителем Ангальт-Дессау в цей час був їхній дід Леопольд III. Дід з материнського боку, Фрідріх V, очолював Гессен-Гомбург.

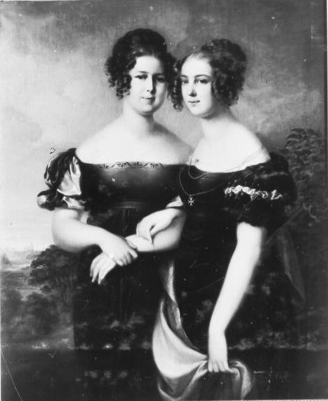
Портрет Августи (зліва) та її сестри Луїзи пензля Й. Г. Бека, 1815

Матір сама займалася вихованням дітей, і всі вони отримали добру освіту. Батько пішов з життя у травні 1814 року, так і не зійшовши на трон.
У 22 роки Августа взяла шлюб із своїм кузеном-однолітком Фрідріхом Ґюнтером, який вже кілька років був князем Шварцбург-Рудольштадта. Весілля відбулося 15 квітня 1816 року в Дессау. У шлюбі народила троє синів. Княгиню змальовували як ніжну та люб'язну жінку, дуже популярну серед народу. Вона вважалася покровителькою науки та мистецтв. Її чоловік, завдяки економному управлінню та привітності, також був популярним.
У 1840-х Фрідріх Ґюнтер мав роман із Фредерікою Товар, молодшою від нього на чверть століття, яка народила від нього трьох доньок.
Августа пішла з життя у 60-річному віці 12 червня 1854 року в Рудольштадті. Похована у князівській крипті на цвинтарі Рудольштадту.

## Родина
Чоловік — Фрідріх Гюнтер, князь Шварцбург-Рудольштадтський
Діти:
- Фрідріх Гюнтер (1818—1821) — прожив 3 роки;
- Гюнтер (1821—1845) — спадкоємний принц Шварцбург-Рудольштадта, одруженим не був, дітей не мав
- Густав Адольф (1828—1837) — прожив 9 років.